# Премія «Давид ді Донателло» за найкращу чоловічу роль другого плану
Премія «Давид ді Донателло» за найкращу чоловічу роль другого плану (італ. Давид ді Донателло for Best Supporting Actor) — одна з нагород національної італійської кінопремії «Давид ді Донателло».

## Переможці

### 1980-і
| Рік                  | Актор                             | Фільм |
| -------------------- | --------------------------------- | ----- |
| 1981                 |                                   |       |
| Шарль Ванель         | Три брати                         |       |
| Бруно Ганц           | Справжня історія дами з камеліями |       |
| Нестор Гаре          | Готельний номер                   |       |
| 1982                 |                                   |       |
| Анджело Інфанті      | Тальк                             |       |
| Алессандро Хабер     | Запашний горох                    |       |
| Паоло Стоппа         | Маркіз дель Грілло                |       |
| 1983                 |                                   |       |
| Лелло Арена          | Пробачте за запізнення            |       |
| Тіно Скіринці        | Шопен                             |       |
| Паоло Стоппа         | Мої друзі, частина 2              |       |
| 1984                 |                                   |       |
| Карло Джуффре        | Я задоволений                     |       |
| Альдо Джуффре        | Мене послав Піконе                |       |
| Стефано Сатта Флорес | Сто днів у Палермо                |       |
| 1985                 |                                   |       |
| Ріккі Тоньяцці       | Аврора                            |       |
| Руджеро Раймонді     | Кармен                            |       |
| Паоло Боначеллі      | Нам залишається тільки плакати    |       |
| 1986                 |                                   |       |
| Бернар Бліє          | Сподіваємося, що буде дівчинка    |       |
| Ферруччо Де Череза   | Месса закінчена                   |       |
| Філіпп Нуаре         | Сподіваємося, що буде дівчинка    |       |
| Франко Фабріці       | Джинджер і Фред                   |       |
| 1987                 |                                   |       |
| Лео Ґульотта         | Каморрист                         |       |
| Густіно Діас         | Отелло                            |       |
| Джиджі Редер         | Супер Фантоцці                    |       |
| Маттіа Сбраджа       | Справа Моро                       |       |
| 1988                 |                                   |       |
| Пітер О'Тул          | Останній імператор                |       |
| Габрієле Ферцетті    | Джулія і Джулія                   |       |
| Галеаццо Бенті       | Я і моя сестра                    |       |
| 1989                 |                                   |       |
| Массімо Даппорто     | Міньйон поїхала                   |       |
| Карло Крокколо       | 'o Re                             |       |
| Паоло Панеллиі       | Сплендор                          |       |

### 1990-і
| Рік                  | Актор                                    | Фільм |
| -------------------- | ---------------------------------------- | ----- |
| 1990                 |                                          |       |
| Серджо Кастеллітто   | Три колонки в хроніці                    |       |
| Енніо Фантастікіні   | Відкриті двері                           |       |
| Алессандро Хабер     | Willy Signori e vengo da lontano         |       |
| Вітторіо Капріолі    | Дивна хвороба                            |       |
| Роберто Читран       | Дрібні непорозуміння                     |       |
| 1991                 |                                          |       |
| Чиччо Інграссія      | Кондомініум                              |       |
| Енцо Каннавале       | Будинок посмішок                         |       |
| Джузеппе Чедерна     | Середземне море                          |       |
| Серджо Кастеллітто   | Ніч з Алісою                             |       |
| Ріккі Мемфіс         | Ультра                                   |       |
| 1992                 |                                          |       |
| Анджело Орландо      | Мені здавалося, що це кохання            |       |
| Джанкарло Детторі    | Будь проклятий день, коли я тебе зустрів |       |
| Джорджо Габер        | Россіні                                  |       |
| 1993                 |                                          |       |
| Клаудіо Амендола     | Інше життя                               |       |
| Ренато Карпентьєрі   | Флореаль — пора цвітіння                 |       |
| Лео Гуллотта         | Охорона                                  |       |
| 1994                 |                                          |       |
| Алессандро Хабер     | Заради кохання, тільки заради кохання    |       |
| Джанкарло Джанніні   | Джованні Фальконе                        |       |
| Леопольдо Трієсте    | Хлопчик-суддя Розаріо Леватіно           |       |
| 1995                 |                                          |       |
| Джанкарло Джанніні   | Як два крокодили                         |       |
| Роберто Читран       | Бик                                      |       |
| Філіпп Нуаре         | Поштар                                   |       |
| 1996                 |                                          |       |
| Леопольдо Трієсте    | Фабрика зірок                            |       |
| Рауль Бова           | Палермо-Мілан: Квиток в один бік         |       |
| Алессандро Хабер     | Випускники                               |       |
| 1997                 |                                          |       |
| Лео Гуллотта         | Ягдташ                                   |       |
| Дієго Абатантуоно    | Нірвана                                  |       |
| Антоніо Альбанезе    | Весна на велосипеді                      |       |
| Клаудіо Амендола     | Свідок                                   |       |
| Массімо Чеккеріні    | Ураган                                   |       |
| 1998                 |                                          |       |
| Сільвіо Орландо      | Квітень                                  |       |
| Серджо Біні Бустрик  | Життя прекрасне                          |       |
| Массімо Чеккеріні    | Феєрверки                                |       |
| 1999                 |                                          |       |
| Фабріціо Бентивольйо | Втрачене кохання                         |       |
| Маріо Скачча         | Фердинанд і Кароліна                     |       |
| Еміліо Сольфрицці    | Шлюби                                    |       |

### 2000-і
| Рік                  | Актор                            | Фільм |
| -------------------- | -------------------------------- | ----- |
| 2000                 |                                  |       |
| Джузеппе Баттистон   | Хліб і тюльпани                  |       |
| Лео Гуллотта         | Хороша людина                    |       |
| Еміліо Сольфрицці    | Завтра зроблено учора            |       |
| 2001                 |                                  |       |
| Тоніи Сперандео      | Сто кроків                       |       |
| Сільвіо Орландо      | Кімната сина                     |       |
| Клаудіо Сантамарія   | Останній поцілунок               |       |
| 2002                 |                                  |       |
| Ліберо Де Рієнцо     | Санта Марадона                   |       |
| Лео Гуллотта         | Вайонт — безумство людей         |       |
| Сільвіо Орландо      | Світло моїх очей                 |       |
| 2003                 |                                  |       |
| Ернесто Мах'є        | Таксидерміст                     |       |
| Антоніо Катанія      | Чужа помилка                     |       |
| П'єрфранческо Фавіно | Битва за Ель-Аламейн             |       |
| Джанкарло Джанніні   | Серце не з тобою                 |       |
| Кім Россі Стюарт     | Піноккіо                         |       |
| 2004                 |                                  |       |
| Роберто Герліцка     | Здрастуй, ніч                    |       |
| Дієго Абатантуоно    | Я не боюся                       |       |
| Еліо Джермано        | Що з нами буде?                  |       |
| Фабріціо Джифуні     | Кращі з молодих                  |       |
| Еміліо Сольфрицці    | Агата і Шторм                    |       |
| 2005                 |                                  |       |
| Карло Вердоне        | Посібник про кохання             |       |
| Джоні Дореллі        | Але коли прийдуть дівчата?       |       |
| Сільвіо Муччино      | Посібник про кохання             |       |
| Раффаеле Пізу        | Наслідки кохання                 |       |
| Фабіо Трояно         | Після опівночі                   |       |
| 2006                 |                                  |       |
| П'єрфранческо Фавіно | Кримінальний роман               |       |
| Джорджо Фалетті      | Ніч напередодні іспитів          |       |
| Нері Маркоре         | Друга шлюбна ніч                 |       |
| Нанні Моретті        | Кайман                           |       |
| Серджо Рубіні        | Земля                            |       |
| 2007                 |                                  |       |
| Джорджо Коланджелі   | Солоне повітря                   |       |
| Валеріо Мастандреа   | Я і Наполеон                     |       |
| Нінетто Даволі       | Одне з двох                      |       |
| Енніо Фантастікіні   | Сатурн у протифазі               |       |
| Ріккардо Скамарчо    | Мій брат — єдина дитина в сім'ї  |       |
| 2008                 |                                  |       |
| Алессандро Ґассман   | Тихий хаос                       |       |
| Джузеппе Баттистон   | Дні і хмари                      |       |
| Фабріціо Джифуні     | Дівчина біля озера               |       |
| Ахмед Хафіне         | Тримати дистанцію                |       |
| Умберто Орсіні       | Хто рано встає, того удача чекає |       |
| 2009                 |                                  |       |
| Джузеппе Баттистон   | Не думай про це                  |       |
| Клаудіо Бізіо        | Екс                              |       |
| Карло Буччироссо     | Дивовижний                       |       |
| Лука Ліонелло        | Хлопець з обкладинки             |       |
| Філіппо Нігро        | Не такий, як... хто?             |       |

### 2010-і
| Рік                  | Актор                                  | Фільм |
| -------------------- | -------------------------------------- | ----- |
| 2010                 |                                        |       |
| Енніо Фантастікіні   | Холості постріли                       |       |
| Група акторів        | Баарія                                 |       |
| П'єрфранческо Фавіно | Поцілуй мене ще раз                    |       |
| Марко Джалліні       | Фатальна Лара                          |       |
| Марко Мессері        | Перше прекрасне                        |       |
| 2011                 |                                        |       |
| Джузеппе Баттистон   | Пристрасть                             |       |
| Рауль Бова           | Наше життя                             |       |
| Алессандро Сіані     | Ласкаво просимо на південь             |       |
| Рокко Папалео        | Секс — за гроші, кохання — безкоштовно |       |
| Франческо Ді Ліва    | Тихе життя                             |       |
| 2012                 |                                        |       |
| П'єрфранческо Фавіно | Роман про бійню                        |       |
| Марко Джалліні       | Усі копи — виродки                     |       |
| Ренато Скарпа        | У нас є Папа                           |       |
| Джузеппе Баттистон   | Лі та поет                             |       |
| Фабріціо Джифуні     | Роман про бійню                        |       |
| 2013                 |                                        |       |
| Валеріо Мастандреа   | Хай живе свобода                       |       |
| Джузеппе Баттистон   | Командир і лелека                      |       |
| Марко Джалліні       | Здрастуй, тату                         |       |
| Стефано Аккорсі      | Я подорожую сама                       |       |
| Клаудіо Сантамарія   | Діас: Не витирайте цю кров             |       |
| 2014                 |                                        |       |
| Фабріціо Джифуні     | Ціна людини                            |       |
| Валеріо Епрі         | Захочу і зіскочу                       |       |
| Джузеппе Баттистон   | Не у стільцях щастя                    |       |
| Ліберо Де Рієнцо     | Захочу і зіскочу                       |       |
| Стефано Фрезі        | Захочу і зіскочу                       |       |
| Карло Вердоне        | Велика краса                           |       |
| 2015                 |                                        |       |
| Карло Буччироссо     | Джулія і ми                            |       |
| Луїджі Ло Кашио      | Італійське ім'я                        |       |
| Фабріціо Бентивольо  | Невидимий хлопчик                      |       |
| Нанні Моретті        | Моя мама                               |       |
| Клаудіо Амендола     | Джулія і ми                            |       |
| 2016                 |                                        |       |
| Лука Маринеллі       | Мене звуть Джиг Робот                  |       |
| Валеріо Бінаско      | Аляска                                 |       |
| Фабріціо Бентівольйо | І останні не стануть першими           |       |
| Джузеппе Баттистон   | Щастя є складною системою              |       |
| Алессандро Боргі     | Субурра                                |       |
| 2017                 |                                        |       |
| Валеріо Мастандреа   | Квітка                                 |       |
| Массімілано Россі    | Неподільні                             |       |
| Енніо Фантастікіні   | Тканина сновидінь                      |       |
| П'єрфранческо Фавіно | Зізнання                               |       |
| Роберто Де Франческо | Останні речі                           |       |
| 2018 (63-тя)         |                                        |       |
| Джуліано Монтальдо   | Усе, що забажаєте                      |       |
| Пеппе Барра          | Зачарований Неаполь                    |       |
| Алессандро Боргі     | Фортуната                              |       |
| Карло Буччироссо     | Кохання і злочинний світ               |       |
| Еліо Джермано        | Ніжність                               |       |
| 2019 (64-та)         |                                        |       |
| Едоардо Пеше         | Догмен                                 |       |
| Массісо Ґіні         | Кращого за дім місця немає             |       |
| Валеріо Мастандреа   | Ейфорія                                |       |
| Енніо Фантастікіні   | Фабріціо Де Андре: Вільний принц       |       |
| Фабріціо Бентівольйо | Сільвіо та інші                        |       |

## Кількість перемог
| Кол-во побед | Актор                | Роки             |
| ------------ | -------------------- | ---------------- |
| 3            | Джузеппе Баттістон   | 2000, 2009, 2011 |
| 3            | Лео Ґульотта         | 1987, 1997, 2000 |
| 2            | П'єрфранческо Фавіно | 2006, 2012       |
| 2            | Валеріо Мастандреа   | 2013, 2017       |